# Huit Millions de façons de mourir (film)
Pour les articles homonymes, voir Huit millions de façons de mourir.
Pour plus de détails, voir Fiche technique et Distribution.
Huit Millions de façons de mourir (8 Million Ways to Die) est un film américain réalisé par Hal Ashby et sorti en 1986. Il s'agit d'une adaptation du roman du même nom de Lawrence Block.

## Synopsis
Membre du Los Angeles Sheriff Department, Matt Scudder est un homme à la dérive en raison d'un alcoolisme chronique. Après une bavure qui lui a coûté sa place et sa famille, il tente de se reconstruire et de renouer les liens avec sa fille, Laurie. Alors qu'il participe à des réunions des Alcooliques anonymes, il est approché par une mystérieuse femme qui lui demande de venir à une soirée dans un club situé sur une colline et accessible via un funiculaire. Là-bas, il fait la connaissance de Sunny, une femme prétendant le connaître depuis des années. Dans le club, Matt recroise Willie « Chance » Walker, un ancien truand qu'il a jadis arrêté, devenu aujourd'hui gérant des lieux. L'ancien policier fait également la connaissance d'Angel Maldonado, un trafiquant de drogues notoire. Plus tard, Matt se retrouve seul avec Sunny, qui s'avère être une prostituée. Cette dernière s'estime menacée et veut engager Matt comme garde-corps. Elle souhaite qu'il dise à Chance qu'elle veut désormais arrêter de se prostituer.
Kidnappée sous les yeux de Matt, Sunny est ensuite sauvagement assassinée et balancée d'un pont. Matt reprend ses esprits et émerge quelques jours plus tard, avec peu de souvenirs. S'estimant en partie responsable, Matt tente de mener l'enquête, sans le soutien de son ancien chef, Durkin. Il retrouve dans les affaires de la victime un bijou dont il manque une émeraude, ainsi que de la drogue, de l'argent et des numéros de téléphone. L'ancien policier contacte ensuite Sarah, une prostituée proche de Sunny. Ses soupçons se portent ensuite sur Angel, quand il remarque que la bague qu'il porte au doigt contient la pierre manquante du collier de Sunny.
Matt Scudder embarque Sarah dans ses investigations. D'abord réticente, la jeune femme finit par se rapprocher de lui. Elle aussi en proie à a des problèmes d'alcoolisme, elle se confie à Matt. Ce dernier fixe ensuite un rendez-vous avec Angel. Il lui dit être sûr qu'il est le meurtrier d'Angel. Les deux hommes s'invectivent mais Angel prétend qu'il ne l'a pas tuée. Le truand repart ensuite avec Sarah.
Matt s'entretient ensuite avec Chance pour qu'il l'aide à aider Sarah et à faire tomber Angel. Chance lui prête alors une importante somme d'argent, pour pouvoir négocier avec Angel. Matt se rend ensuite chez le trafiquant, une immense propriété imaginée par Antoni Gaudí. Matt y retrouve Sarah. Il comprend par ailleurs qu'Angel veut utiliser — à ses dépens — les magasins de Chance pour transporter sa cocaïne. Chance est alors d'autant plus motivé à aider Matt. Celui-ci contacte alors Angel pour procéder à un échange : sa marchandise contre Sarah. Matt lui donne rendez-vous dans un hangar désaffecté à San Pedro. Là-bas, Matt a convié ses anciens collègues policiers.
Angel débarque sur place avec ses hommes, en menaçant de tuer Sarah. Il se moque ouvertement de Chance et le provoque. Matt menace quant à lui de brûler la drogue. Alors qu'Angel refuse de négocier, il commence à détruire une partie de la marchandise. La tension est extrême. Une fusillade éclate entre Angel et Chance, tué sur le coup. Malgré l'intervention des forces de l'ordre, Angel parvient à s'échapper.
Accompagné de Sarah, Matt se rend peu après au club. Il échange de nombreux coups de feu avec Angel. Il parvient à le neutraliser d'une balle dans la tête.
Peu après, Matt est à une réunion des Alcooliques anonymes sur une plage. Il prend la parole et explique qu'il va bien mieux aujourd'hui, avec Sarah. Très amoureux, ils déambulent ensuite tous les deux au bord de l'eau.

## Fiche technique
Sauf indication contraire, les informations mentionnées dans cette section peuvent être confirmées par la base de données cinématographiques IMDb,  présente dans la section « Liens externes ».
- Titre français : Huit Millions de façons de mourir
- Titre original : 8 Million Ways to Die
- Réalisation : Hal Ashby
- Scénario : David Lee Henry et Oliver Stone, avec la participation non créditée de Robert Towne, d'après le roman Huit Millions de façons de mourir de Lawrence Block
- Musique : James Newton Howard
- Photographie : Stephen H. Burum
- Montage : Robert Lawrence et Stuart H. Pappé
- Décors : Michael D. Haller
- Costumes : Gloria Gresham
- Production : Mark Damon, Charles Mulvehill et Stephen J. Roth
- Société de production : Producers Sales Organization
- Société de distribution: TriStar
- Pays de production :  États-Unis
- Langues originales : anglais, quelques dialogues en espagnol
- Format : Couleurs - 1,85:1 - Dolby Digital - 35 mm
- Genre : policier, drame
- Durée : 115 minutes
- Dates de sortie : 
  - États-Unis : 25 avril 1986
  - France : 12 novembre 1986

## Distribution
- Jeff Bridges (VF : Richard Darbois) : Matthew « Matt » Scudder
- Rosanna Arquette (VF : Maïk Darah) : Sarah
- Andy Garcia (VF : Vincent Violette) : Angel Moldonado
- Randy Brooks (VF : Daniel Kamwa) : Willie « Chance » Walker
- Alexandra Paul (VF : Déborah Perret) : Sunny
- Vyto Ruginis (VF : Francois Leccia) : Joe Durkin
- Vance Valencia : Quintero

## Accueil

### Box-office
| Pays ou région | Box-office    | Date d'arrêt du box-office | Nombre de semaines |
| -------------- | ------------- | -------------------------- | ------------------ |
| États-Unis     | 1 305 114 $   | 4 mai 1986                 | -                  |
| Australie      | 72 000 AUD    | -                          | -                  |
| Allemagne      | 301 662 $     | -                          | -                  |
| Suède          | 2 437 710 SEK | -                          | -                  |